# Hockey Club Latemar
L'Hockey Club Latemar è stato una squadra di hockey su ghiaccio di Bolzano. Nella sua storia, vanta due partecipazioni alla Serie A (nel 1973-74 e nel 1974-75) e numerose partecipazioni alla serie B. I colori sociali erano il bianco e il rosso. Il nome deriva da quello del gruppo montuoso del Latemar.
Negli anni '80 il Latemar ha svolto la funzione di farm team del più quotato HC Bolzano